# 布羅德沃特 (密蘇里州)
布羅德沃特（英語：Broadwater）是位於美國密蘇里州新馬德里縣的非建制地區。

## 歷史
布羅德沃特的郵局於1904年設立，其後於1917年停運。

## 地理
布羅德沃特所處的海拔為高於海平面85米（即269英呎），而該地所採用的時區為UTC-6，即北美中部時區（CST）。同時該地設有夏令時間，為UTC-6調快一小時，即UTC-5（CDT）。